# Aleiodes medicinebowensis
Aleiodes medicinebowensis – gatunek błonkówki z rodziny męczelkowatych.

## Taksonomia
Gatunek ten opisano w 2001 roku. Holotyp schwytano w Medicine Bow–Routt National Forest. 

## Zasięg występowania
USA, notowany w Medicine Bow–Routt National Forest w stanie Wyoming, oraz w Inchelium w stanie Waszyngton.

## Budowa ciała
Osiąga 7 mm długości. Przyoczka małe, o średnicy mniejszej niż odległość między okiem a najbliższym przyoczkiem. Na pierwszych dwóch, oraz na przedniej części trzeciego, tergitach metasomy podłużne, nieregularnie wyrzeźbienie. Czułki z 39 - 44 segmentami. z Większość segmentów biczyka powyżej 3 lub czwartego segmentu krótka - o długości prawie równej szerokości. 
Ubarwienie ciała od ciemnożółtego po czerwonawe z czarnymi akcentami. Głaszczki wargowe całkowicie czarne, tak samo jak pierwsze dwa segmenty głaszczków szczękowych. Skrzydła lekko przyciemnione.

## Biologia i ekologia
Żywiciele tego gatunku nie są znani.